# NGC 1995
NGC 1995 – gwiazda podwójna znajdująca się w gwiazdozbiorze Malarza. Zaobserwował ją John Herschel 28 grudnia 1834 roku i umieścił w swoim katalogu obiektów mgławicowych. Niektóre źródła, np. baza SIMBAD, jako NGC 1995 błędnie identyfikują znajdującą się nieopodal galaktykę NGC 1998.